# Ichthyothere agrestis
Ichthyothere agrestis là một loài thực vật có hoa trong họ Cúc. Loài này được Baker mô tả khoa học đầu tiên.